# Трамвайно-троллейбусное управление (Томск)
ТГУ МП «ТТУ» — городское муниципальное унитарное предприятие, охватывающее своей деятельностью муниципальное образование «город Томск» и выполняющее городские пассажирские перевозки автобусами, троллейбусами и трамваями.
В структуру ТТУ входят одно трамвайное и одно троллейбусное депо.

## История
- 5 ноября 1967 года — дата официального создания Трамвайно-троллейбусного управления.
- в 2003 году при очередном повышении стоимости проезда с 3 до 4 рублей доля предприятия в пассажирских перевозках упала с 30-40 до 10 процентов из-за практического выравнивания стоимости проезда в электротранспорте и маршрутках.
- В 2004 году ТТУ «в целях повышения эффективности управления» было передано из департамента дорожного строительства, благоустройства и транспорта в департамент недвижимости.[2] В том же году предлагалось передать имущество ТТУ, в аренду частной фирме «Горэлектротранспорт», принадлежащей руководству газеты «Вечерний Томск». Однако депутаты гордумы призвали не делать этого, так как предполагают, что арендатора интересует не муниципальный транспорт, а исключительно площади, на которых он располагается[3]. В итоге ТТУ было внесено в список муниципальных предприятий, не подлежащих приватизации[4].

- В 2005 году руководство города предлагало разделить ТТУ на два отдельных предприятия — «Трамвай» и «Троллейбус»[5].

- Весной 2006 года часть имущества ТТУ, в том числе силовые трансформаторы, троллейбусные и трамвайные контактные сети, подземные кабели было передано в бессрочное безвозмездное пользование ООО «Городские тяговые подстанции электротранспорта»[6].
- На 2007 год намечено потратить 50 миллионов рублей на обновление подвижного состава[9]. Было приобретено 4 трамвая (321—324) и 12 троллейбусов (357—368)
- В мае 2007 года среди частных пассажироперевозчиков города произошла крупная забастовка (в течение трех дней коммерческие автобусы не ходили вообще). ТТУ спасло ситуацию, стредняя выручка предприятия в эти дни возросла в 2,5 раза.
- Осенью 2007 года ТТУ было возвращено в департамент Дорожного строительства, благоустройства и транспорта.[2]
- С 2008 года, осознавая ненадежность частных перевозчиков, городская администрация закупила партию новых автобусов большой вместимости и передала их под управление ТТУ, тем самым произведена попытка создать предприятие — многопрофильный перевозчик. Директором был назначен Сергей Световец[7].
- Кроме автобусов (около 20) предприятие получило в 2008 году 10 трамваев (325—334) и 13 (369—381) троллейбусов.
- Как автобусный перевозчик, начала ТТУ обслуживало дотационные маршруты 18 и 81. Затем по программе «Возрождение муниципального транспорта» были куплены дополнительные автобусы и в 2009 году организован кольцевой маршрут 33/34, затрагивающий почти все учебные корпуса томских вузов.
- В 2010 году, меньше чем через год, маршрут 33-34 изменен и продлен во вновь построенные микрорайоны. Автобусов стало не хватать, интервал движения увеличился. Директор Сергей Световец был заменен на Захара Жусенко, якобы из-за несогласия с желанием мэрии радикально изменить схему пассажирского транспорта в городе.
- В 2009—2011 году поступило 48 новых троллейбусов.
- В 2010 году официально было перевезено 28 млн пассажиров[8].
- В 2010—2011 году, особенно после начала строительства развязки на 4-й поликлиники производятся непродуманные и малополезные изменения маршрутов (расширение 33-34 автобусного маршрута, сокращение трамвайного маршрута № 2 до пл.Батенькова , возврат троллейбусного маршрута № 4 к старой схеме (Томск-1 - Ул.Говорова)), часто перекрываются те или иные автобусные или троллейбусные маршруты. ТТУ терпит сильные убытки, критике горожан подвергается директор предприятия — за слабую защиту интересов ТТУ.
- С 2012 года ТТУ испытывает острый кадровый голод, объясняет этим в том числе завершение работы троллейбусов ещё до окончания вечернего часа-пик.
- С начала 2013 года автобусный парк в составе ТТУ был закрыт, просуществовав таким образом 4 года. Захара Жусенко на посту директора сменил Григорий Шульгин.